# Homohuwelijk in Noorwegen

Het homohuwelijk is sinds 1 januari 2009 toegestaan in Noorwegen, nadat het op 11 juni 2008 door het Noorse parlement werd gelegaliseerd. Alhoewel dit slechts een formaliteit was, moest koning Harald V het nieuwe wetsvoorstel nog ondertekenen.
In Noorwegen was het geregistreerd partnerschap al sinds 1993 van kracht, nadat homoseksualiteit in 1972 legaal was geworden.
De Noorse bevolking staat over het algemeen positief tegenover het homohuwelijk: in 2007 was 66% voor (na onderzoek door EOS Gallup Europe, Sentio en Synovate MMI).